# Werner Koj

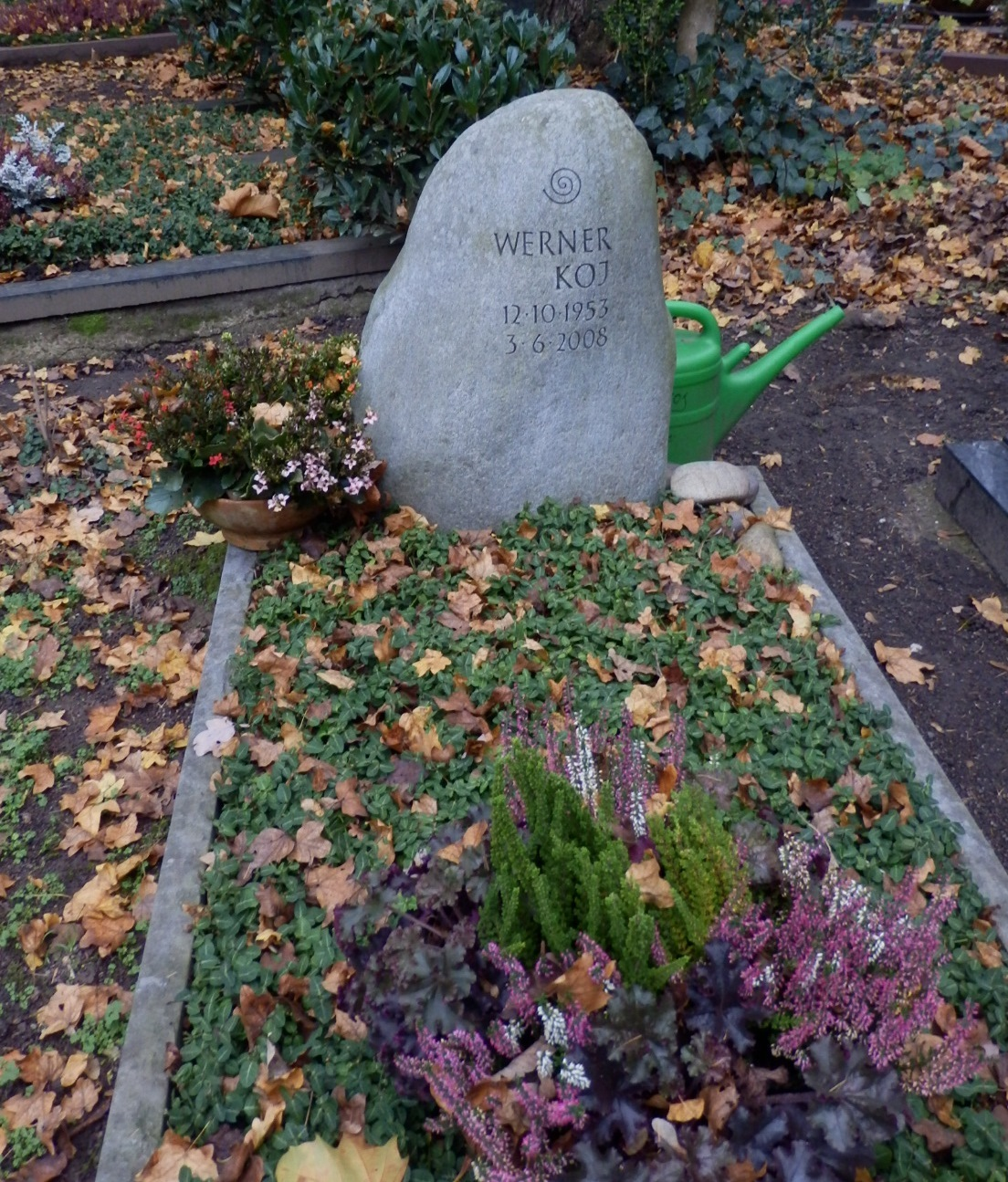
Grabstätte

Werner Koj (* 12. Oktober 1953; † 3. Juni 2008) war ein deutscher Fernsehmoderator und Autor.

## Leben
Werner Koj moderierte von 1985 bis 1989 die Fernsehsendung Spaß am Dienstag. Gemeinsam mit Claus Vinçon entwickelte er als Autor ferner die Comedy-Serie Die Camper.
Koj starb 2008 im Alter von 54 Jahren und wurde auf dem Kölner Südfriedhof (Flur 19) beigesetzt.